# چوپایوو
چوپایوو (انگلیسی: Chupayevo) یک شهرک در شهرستان شارانسکی استان باشقیرستان کشور روسیه است.